# Nina Assorodobraj-Kula
Nina Assorodobraj-Kula (ur. 16 sierpnia 1908 w Warszawie, zm. 6 listopada 1999 tamże) – polska socjolożka, historyczka myśli społecznej, profesor Uniwersytetu Warszawskiego w latach 1935–1977.

## Życiorys
Córka inżyniera i nauczyciela Nachmana Nauma Assorodobraja i Rywki z Wierchowskich, będących wyznania mojżeszowego. Była żoną historyka gospodarczego i humanisty Witolda Kuli. Jej syn Marcin Kula jest profesorem UW.
W latach 1926–1930 studiowała historię na Uniwersytecie Warszawskim (magisterium pod kierunkiem Marcelego Handelsmana). W 1935 obroniła doktorat Początki klasy robotniczej. Problem rąk roboczych w przemyśle polskim epoki stanisławowskiej, napisany pod kierunkiem Stefana Czarnowskiego Prac ta oddana do druku 1938 nie zdążyła ukazać się przed wybuchem wojny i została opublikowana po raz pierwszy dopiero w roku 1946, uzyskując zgodny z tamtym czasem Początki klasy robotniczej w Polsce. Następnie wykładała na UW. W latach 1937–1939 przebywała na stażu w Paryżu, gdzie napisała habilitację Elementy świadomości klasowej mieszczaństwa. Francja 1815–1830. We wrześniu 1939 znalazła się we Lwowie, gdzie pracowała w Ossolineum. W czerwcu 1941 wróciła do Warszawy i zatrudniła się w opiece społecznej i uczyła w tajnych szkołach średnich. W czasie powstania warszawskiego była współredaktorką pisma „Biuletyn Podokręgu Nr 2 Armii Ludowej” oraz działaczką żoliborskiego samorządu mieszkańców. W trakcie II wojny światowej wstąpiła do PPR. W 1945 wspólnie ze Stanisławem Ossowskim i Józefem Chałasińskim zorganizowała Wydział Socjologii na Uniwersytecie Łódzkim. W 1948 powróciła na UW, gdzie do 1950 wykładała w Studium Nauk Społecznych. Była członkinią zarządu Marksistowskiego Zrzeszenia Historyków. Była współredaktorką referatu Żanny Kormanowej, wygłoszonego w czasie I Kongresu Nauki Polskiej w 1951, która w imieniu całego środowiska naukowego deklarowała gotowość uczonych by nauka historyczna odegrała doniosłą rolę w ogólnym planie ideologicznej ofensywy socjalizmu w Polsce. W latach 1951–1956 była Kierowniczką Katedry Historii Filozofii i Myśli Społecznej UW. W 1956 została dziekanką nowo utworzonego Wydziału Socjologii UW, jednocześnie była kierowniczką Katedry (potem Zakładu) Historii Myśli Społecznej (1956–1968). W latach 1963–1968 przewodniczyła Polskiemu Towarzystwu Socjologicznemu. W listopadzie 1968 została wyrzucona z PZPR. Na Uniwersytecie pracowała do 1977, kiedy przeszła na emeryturę.
20 sierpnia 1980 podpisała apel 64 uczonych, pisarzy i publicystów do władz komunistycznych o podjęcie dialogu ze strajkującymi robotnikami.
Zmarła w Warszawie, pochowana na cmentarzu ewangelicko-reformowanym w Warszawie (sektor 2-5-4).

## Działalność naukowa
Nina Assorodobraj zajmowała się socjologią historyczną, zwłaszcza rozwojem społeczeństwa przemysłowego w Polsce, historią polskiej myśli filozoficznej i społecznej (głównie Joachima Lelewela i Stefana Czarnowskiego). Jako jedna z pierwszych w Polsce zajmowała się problematyką pamięci i świadomości historycznej, zaprojektowała unikalne w skali światowej, kontynuowane do dzisiaj badania potocznej pamięci zbiorowej wykorzystujące metodę sondażu (surveyu). Była autorką licznych prac naukowych.

## Ordery i odznaczenia
- Krzyż Komandorski z Gwiazdą Orderu Odrodzenia Polski (24 września 1998)[9]
- Złoty Krzyż Zasługi (11 maja 1946)[10]
- Medal 10-lecia Polski Ludowej (19 stycznia 1955)[11]

## Wybrane prace naukowe
- Zagadnienie siły roboczej w zaraniu industrializmu, Poznań 1935,
- Początki klasy robotniczej: problem rąk roboczych w przemyśle polskim epoki stanisławowskiej, Spółdzielnia Wydawnicza „Czytelnik”, Warszawa 1946,
- Elementy świadomości klasowej mieszczaństwa, „Przegląd Socjologiczny”, 1948,
- Założenie teoretyczne historiografii Lelewela, Warszawa 1955,
- Les conditions sociales de la formation des théories de l'évolution et du progrès, Paryż 1956,
- Historia żywa. Świadomość historyczna: symptomy i propozycje badawcze, „Studia Socjologiczne” nr 2 (9), 1963, s. 5–45,
- Wokół teorii ekonomicznych „Kapitału”, Warszawa 1967,
- Listy emigrantów z Brazylii i Stanów Zjednoczonych 1890–1891, do druku podali i wstępem opatrzyli: Witold Kula, Nina Assorodobraj-Kula, Marcin Kula, Warszawa 1973,
- Witold Kula, Dziennik czasów okupacji, do druku podali Nina Assorodobraj-Kula i Marcin Kula, Warszawa 1994.